# 髙橋ヒロシ
髙橋 ヒロシ（たかはし ヒロシ、1965年12月12日 - ）は、日本の漫画家。福島県河沼郡会津坂下町出身、長野県松本市在住。血液型O型。高校生を中心にした不良少年の抗争を描いた作品を数多く手がけている。

## 作品リスト
単独作品
- Hey!リキ：『月刊少年コミック』（少年画報社）、1989年創刊号 - 1990年休刊号 ※デビュー作。後述の永田晃一による作品の原案
- クローズ：『月刊少年チャンピオン』（秋田書店）、1990年 - 1998年連載、全26巻
  - クローズ外伝：『月刊少年チャンピオン』（秋田書店）単巻
  - 続クローズ外伝 ：『月刊少年チャンピオン』（秋田書店）単巻
  - その後のクローズ：『月刊少年チャンピオン』（秋田書店）単巻
- キク：『週刊少年チャンピオン』（秋田書店）、1992年 - 1993年連載、単巻
- QP：『ヤングキング』（少年画報社）、1998年 - 2000年連載、全8巻
  - QP外伝：『ヤングキング』（少年画報社）単巻
- 真っ赤に流れる：『週刊少年サンデー』（小学館）、2001年39号掲載 ※連載予定だったが既出1話。関連書籍『We are the WORST!』に収録。
- WORST：『月刊少年チャンピオン』（秋田書店）、2001年 - 2013年、全33巻
  - WORST外伝：『月刊少年チャンピオン』（秋田書店）単巻
- ジャンク・ランク・ファミリー：『ヤングチャンピオン』（秋田書店）2016年[3] - 、既刊18巻

原案・原作を担当する作品
- Hey!リキ（原案） - 同名のデビュー作をリニューアルした長編作品
作画：永田晃一、『ヤングキング』掲載（少年画報社）2004年 - 2015年連載、全31巻
- ドロップ（キャラクターデザイン） - 品川ヒロシによる同名小説のコミカライズ。
作画：鈴木大、『月刊少年チャンピオン』（秋田書店）2007年 - 2011年、全14巻
  - ドロップOG：『月刊少年チャンピオン』（秋田書店）2011年 - 2020年、全26巻
- クローズ外伝 リンダリンダ（監修） - 「クローズ」のスピンオフ作品。
作画：ゆうはじめ、『ヤングチャンピオン』（秋田書店）2007年 - 2009年連載、全2巻
  - クローズZERO（原作） - 「クローズ」のクロスオーバー作品である同名映画のコミカライズ。
作画：内藤ケンイチロウ、『週刊少年チャンピオン』（秋田書店）2008年 - 2010年連載、全9巻
  - クズ!!〜アナザークローズ 九頭神竜男〜（キャラクター協力） - 「クローズ」のスピンオフ作品。
作画：鈴木大、『ヤングチャンピオン』（秋田書店）2012年 - 連載中、既刊21巻（2021年2月時点）。
  - クローズZERO II 鈴蘭×鳳仙（原作） - クローズZERO続編映画「クローズZERO II」のコミカライズ。
作画：平川哲弘、『別冊少年チャンピオン』（秋田書店）2012年 - 2016年、全11巻
  - クローズ外伝 鳳仙花 the beginning of HOUSEN（原作） - 鳳仙学園の始まりを描いた外伝作品。
作画：齋藤周平、『月刊少年チャンピオン』（秋田書店）2017年 - 連載中、既刊22巻（2025年6月時点）。
- 春道（キャラクター協力） - 「クローズ」のスピンオフ作品
作画：鈴木大、『ヤングチャンピオン』（秋田書店）2009年 - 2010年連載。全3巻。
- エグザムライ戦国（キャラクター原案） - 同名アニメのコミカライズ。
作画：山口陽史、『月刊少年チャンピオン』（秋田書店）2009年 - 2011年、全7巻
  - エグザムライ戦国G：『月刊少年チャンピオン』（秋田書店）2011年 - 2014年、全5巻
- QP外伝 我妻涼（原作） - 「QP」のテレビドラマのコミカライズ。
作画：今村KSK、脚本：やべきょうすけ・NAKA雅MURA、『プレイコミック』（秋田書店）2013年 - 2014年、全4巻
  - QP 我妻涼 〜Desperado〜（原作） - 「QP外伝 我妻涼」の新章。
作画：今村KSK、監修：やべきょうすけ、『別冊ヤングチャンピオン』（秋田書店）2014年[4] - 2025年[5]、既刊15巻（2024年3月時点）。
  - 〜QPトム＆ジェリー外伝〜 月に手をのばせ（原作） - 「QP」のトムとジェリーを描いた作品。
作画：奥嶋ひろまさ、『月刊少年チャンピオン』（秋田書店）2014年 - 2017年、全9巻
- OREN’S オーレンズ（原作）
作画：カズ・ヤンセ、『別冊ヤングチャンピオン』（秋田書店）2015年 - 連載中、既刊18巻（2024年10月時点）。
- WORST外伝 グリコ（原作） - 「WORST」のスピンオフ作品で、グリコが主人公。
作画：鈴木リュータ、『週刊少年チャンピオン』（秋田書店）2019年 - 連載中、既刊34巻（2025年8月時点）。
  - WORST外伝 ドクロ（原作） - 「WORST」のスピンオフ作品で、河内鉄生が主人公。
作画：きだまさし、『別冊少年チャンピオン』（秋田書店）2019年 - 連載中、既刊19巻（2025年7月時点）。
  - WORST外伝 ゼットン先生（原案） - 「WORST」のスピンオフ作品で、ゼットンが主人公。
原作：鈴木大、作画：山本真太朗、『月刊少年チャンピオン』（秋田書店）2020年 - 連載中、既刊12巻（2024年5月時点）。
  - WORST外伝 サブロクサンタ 名もなきカラスたち（原案） - 「WORST」のスピンオフ作品で、林雷太、高梨銀太、琴吹天太の3人を中心とした物語[6]。原作：キタハラタケヨ、漫画：林たかあき、脚本協力：増本庄一郎、『マンガクロス』（秋田書店）2022年1月7日[6] - 連載中、既刊7巻（2024年5月時点）。

映画
- HiGH&LOW THE WORST　脚本
- HiGH&LOW THE WORST X　　原案とキャラクター設定

その他の作品
- エグザムライ戦国（キャラクター原案）：日本テレビ系「EXILE GENERATION」内で放送されていたアニメ。
- それでも町は廻っている （イラスト）：テレビアニメの第2話提供バックイラスト。

## その他
- 高橋の母校である福島県立坂下高等学校の図書館には、『クローズ』などの作品が本人によって寄贈されている。
- 高橋の地元である福島県で、自身初の原画展が2008年3月20日〜23日に行われた。
- ミュージシャンと親交が多く、湘南乃風のCDジャケットを手がけている。
- 高橋の居住地である松本市をホームタウンとするプロサッカークラブ、松本山雅FCは共同で企画したグッズを作成。坊屋春道をデザインしたポスター、Tシャツ、スマートフォンケースなど。2014年5月24日から松本山雅オフィシャルショップ、オンラインストアで販売。

## 有名人のファン
- 森山達也（THE MODS）[7]
- 今井秀明（横道坊主）[7]
- ØKI（THE STREET BEATS）[7]
- 秋元康[8]
- HIRO（EXILE）[8]
- RYO-Z（RIP SLYME）[8]
- 綾小路翔（氣志團）[8]
- 吉村由美（PUFFY）[9]
- TAKUMA（10-FEET）[9]
- ダイスケはん（マキシマムザホルモン）[9]
- 湘南乃風[9]
- 川畑要（CHEMISTRY）[10]
- 中島美嘉[10]
- Song Riders[10]
- 高橋みなみ（AKB48）[10]
- 宮迫博之（雨上がり決死隊）[11]
- 土田晃之[11]
- 田村亮（ロンドンブーツ1号2号）[11]
- 品川祐（品川庄司）[11]
- 2丁拳銃[12]
- バッドボーイズ[12]
- 小栗旬[13]
- 上地雄輔[13]
- 山田孝之[13]
- 金子ノブアキ[13]
- 大東駿介[14]
- 桐谷健太[14]
- 綾野剛[14]
- 斎藤工[15]
- 林遣都[15]
- 渡部豪太[15]
- 松居直美[15]
- 三池崇史[16]
- ちばてつや[16]
- 辺見えみり[16]
- 吉田聡[16]
- 浜岡賢次[17]
- 板垣恵介[17]
- 米原秀幸[17]
- 柳内大樹[17]
- 豊田利晃[18]
- 東出昌大[18]
- やべきょうすけ[18]
- 武蔵[19]
- 三浦大輔[19]
- 井上康生[19]
- 鈴木大[20]
- 山口陽史[20]
- 寺嶋裕二[21]
- 平川哲弘[21]
- GACKT[21]
- 東浩紀
- 志尊淳
- 川村壱馬（THE RAMPAGE from EXILE TRIBE）